# Квасновський Василь Петрович
Василь Петрович Квасновський (нар. 27 лютого 1940, с. Нежухів, Україна) — український громадський діяч, літератор.

## Життєпис
Василь Петрович Квасновський народився 27 лютого 1940 року в с. Нежухові Стрийського району Львівської області (нині Україна).
Закінчив Стрийське ПТУ (1957) і технікум механізації (1962, нині коледж) в м. Стрию Львівської області, Львівський політехнічний інститут (1975, нині національний університет «Львівська політехніка»).
Від 1965 — на Тернопільщині: інженер у колгоспах Теребовлянського та Тернопільського районів, спеціаліст облсільгосптехніки й облагропрому, 1-й заступник начальника обласного управління сільського господарсвта і продовольства, голова Підволочиської районної державної адміністрації, радник голови Тернопільської обласної державної адміністрації.
У 1990—1993 — голова Тернопільської крайової організації Народного руху України. 
З 2001 року був головою Тернопільської обласної організації Народної партії вкладників та соціального захисту. На Парламентських виборах 2002 року балотувався від цієї партії.

## Доробок
Автор книг
- «Влада» (1992),
- «У вогні» (1993),
- «Жорна долі» (1995),
- «Ренегати України» (2001),
- «Кремлівські мойри» (2003),
- «Пробудження» (2004),
- «Пробудження 1990—1992» (2012),
- «Світанок слави і тавро бездержавності» (2013),
- «Підступи близнюків — сіонізму і комунізму» (2013).

## Нагороди
22 січня на сайті Президента був розміщений указ № 10/2017 від 21 січня 2017, яким В.Квасновський серед інших нагороджувався орденом Свободи за значний особистий внесок у державне будівництво, соціально-економічний, науково-технічний, культурно-освітній розвиток Української держави, справу консолідації українського суспільства, багаторічну сумлінну працю.
25 січня головний рабин України і Києва Азман Моше Реувен звернувся до президента Порошенко з проханням переглянути указ про нагородження Квасновського. Він звинуватив поета в антисемітизмі, «книги якого просякнуті ненавистю до євреїв». 26 січня Адміністрація президента України заявила, що розміщення на сайті Президента «чернової» не остаточної редакції указу щодо нагородження орденом Свободи поета Василя Квасновского — результат технічної помилки. В уточненому Указі № 10/2017 від 21 січня 2017 року [Архівовано 27 Січня 2017 у Wayback Machine.], розміщеному на сайті президента, інформація про нагородження поета відсутня.